# جک زیلی
جک زیلی (انگلیسی: Jack Zealley; ۷ مارس ۱۸۶۸ – ۱ ژانویهٔ ۱۹۳۴) بازیکن فوتبال اهل بریتانیا بود.
وی به‌همراه تیم فوتبال المپیک بریتانیای کبیر به مدال طلا مسابقات فوتبال در بازی‌های المپیک تابستانی ۱۹۰۰ دست پیدا کرده‌است.